# Karel Vohralík
Karel Vohralík (22. února 1945 Pardubice – 17. října 1998 Pardubice) byl český hokejový obránce a reprezentant Československa.
V nejvyšší československé soutěži hrál za Teslu Pardubice, se kterou získal v sezóně 1972/1973 mistrovský titul.
Za československou reprezentaci odehrál celkem 40 zápasů, ve kterých nevstřelil žádný gól. Ze Zimních olympijských her 1972 si přivezl bronzovou medaili, stejný cenný kov pomohl národnímu týmu vybojovat na Mistrovství světa 1973.